# Crenans
Crenans är en kommun i departementet Jura i regionen Bourgogne-Franche-Comté i östra Frankrike. Kommunen ligger i kantonen Moirans-en-Montagne som tillhör arrondissementet Saint-Claude. År 2022 hade Crenans 231 invånare.

## Befolkningsutveckling
Antalet invånare i kommunen Crenans
Referens:INSEE